# 毛叶凤尾蕨
毛叶凤尾蕨（学名：Pteris hekouensis）为凤尾蕨科凤尾蕨属下的一个种。其种加词“hekouensis”意为“云南红河州河口县的”。
现接受名为Pteris hirtula (C.Chr.) C.V.Morton, 1974。